# Campeonato Paulista de Voleibol Masculino de 2009
O  Campeonato Paulista de Voleibol Masculino de 2009 foi a 37ª edição desta competição organizada pela Federação Paulista de Volleyball. Participam do torneio oito equipes provenientes de sete municípios paulistas (São Paulo, Araçatuba, Atibaia, Araraquara,  São Bernardo do Campo e São Caetano do Sul).

## Sistema de disputa
Na primeira fase, todas as equipes jogam entre si em turno único. Os quatro melhores colocados avançam a próxima fase.
Nas quartas de final, o 1º colocado enfrenta o 4º e o 2º enfrenta o 3º em dois jogos, o primeiro, na casa do time com pior campanha na primeira fase. A equipe que vencer os dois jogos garante a vaga na final. A final é disputada em três partidas se necessário.

## Equipes participantes
Equipes que disputam a Campeonato Paulista de Voleibol Masculino de 2009:
| Equipe                      | Cidade                  | Última participação | Paulista 2008 |
| --------------------------- | ----------------------- | ------------------- | ------------- |
| Ulbra/São Caetano           | São Caetano do Sul      | Paulista 2008       | 1º            |
| Pinheiros/SKY               | São Paulo               | Paulista 2008       | 2º            |
| Brasil Vôlei/ SBC           | São Bernardo do Campo   | Paulista 2008       |               |
| Atibaia                     | Atibaia                 | Paulista 2008       |               |
| Lupo Náutico                | Araraquara              | Paulista 2008       |               |
| Sesi/SP                     | São Paulo               | Paulista 2008       | Estreante     |
| Vôlei Futuro                | Araçatuba               | Paulista 2008       |               |
| GAC Logistics / Santo André | Santo André (São Paulo) | Paulista 2008       |               |

## Primeiro turno
| Data   | Hora  |                             | Placar |                      | Set 1 | Set 2 | Set 3 | Set 4 | Set 5 | Total   | Relatório |
| ------ | ----- | --------------------------- | ------ | -------------------- | ----- | ----- | ----- | ----- | ----- | ------- | --------- |
| 15 Ago | 16:00 | Brasil Vôlei/ SBC           | 3–1    | Lupo Náutico         | 25–21 | 25–19 | 21–25 | 25–18 |       | 96–83   | 96–83     |
| 19 Ago | 19:30 | GAC Logistics / Santo André | 0–3    | ' Brasil Vôlei/ SBC' | 20–25 | 26–28 | 25–27 |       |       | 71–80   | 71–80     |
| 22 Ago | 19:00 | Atibaia                     | 3–2    | Brasil Vôlei/ SBC    | 28–30 | 22–25 | 25–23 | 25–13 | 15–11 | 115–102 | 115–80    |
| 26 Ago | 20:00 | Vôlei Futuro                | 3–0    | Brasil Vôlei/ SBC    | 25–18 | 25–22 | 25–17 |       |       | 75–57   | 75–57     |
| 29 Ago | 13:00 | Sesi/SP                     | 1–3    | ' Brasil Vôlei/ SBC' | 23–25 | 25–23 | 17–25 | 16–25 |       | 81–98   | 81–98     |
| 1 Set  | 19:00 | Brasil Vôlei/ SBC           | 3–1    | Pinheiros/SKY        | 25–20 | 23–25 | 25–20 | 25–19 |       | 98–84   | 98–84     |
| 3 Set  | 19:00 | Brasil Vôlei/ SBC           | 3–1    | Ulbra/São Caetano    | 25–17 | 25–16 | 21–25 | 25–19 |       | 96–77   | 96–77     |

## Segundo turno
| Data   | Hora  |                       | Placar |                             | Set 1 | Set 2 | Set 3 | Set 4 | Set 5 | Total   | Relatório |
| ------ | ----- | --------------------- | ------ | --------------------------- | ----- | ----- | ----- | ----- | ----- | ------- | --------- |
| 5 Set  | 09:30 | Lupo Náutico          | 0–3    | ' Brasil Vôlei/ SBC '       | 16–25 | 23–25 | 20–25 |       |       | 59–75   | 96–59     |
| 9 Set  | 19:00 | ' Ulbra/São Caetano ' | 3–1    | Brasil Vôlei/ SBC           | 26–28 | 27–29 | 29–27 | 21–25 |       | 103–109 | 103–109   |
| 12 Set | 11:00 | Vôlei Futuro          | 3–0    | Brasil Vôlei/ SBC           | 25–23 | 25–17 | 25–20 |       |       | 75–60   | 75–60     |
| 16 Set | 19:00 | Brasil Vôlei/ SBC     | 3–1    | GAC Logistics / Santo André | 25–23 | 27–29 | 25–18 | 25–22 |       | 102–92  | 102–92    |
| 19 Set | 13:00 | Brasil Vôlei/ SBC     | 3–1    | Atibaia                     | 25–20 | 25–17 | 22–25 | 25–18 |       | 97–80   | 97–80     |
| 23 Set | 19:00 | Brasil Vôlei/ SBC     | 2–3    | ' Sesi/SP '                 | 23–25 | 19–25 | 25–22 | 25–21 | 15–10 | 107–103 | 107–103   |
| 26 Set | 19:00 | Pinheiros/SKY         | 2–3    | Brasil Vôlei/ SBC           | 20–25 | 16–25 | 25–19 | 28–26 | 12–15 | 101–110 | 101–110   |

## Semifinal
| Data   | Hora  |                       | Placar |                   | Set 1 | Set 2 | Set 3 | Set 4 | Set 5 | Total  | Relatório |
| ------ | ----- | --------------------- | ------ | ----------------- | ----- | ----- | ----- | ----- | ----- | ------ | --------- |
| 30 Set | 19:00 | ' Brasil Vôlei/ SBC ' | 3–0    | Ulbra/São Caetano | 25–17 | 25–21 | 25–23 |       |       | 75–61  | 75–61     |
| 2 Out  | 21:00 | Ulbra/São Caetano     | 2–3    | Brasil Vôlei/ SBC | 25–21 | 22–25 | 25–16 | 18–25 | 9–15  | 99–102 | 99–102    |

## Final
| Data   | Hora  |                   | Placar |                   | Set 1 | Set 2 | Set 3 | Set 4 | Set 5 | Total  | Relatório |
| ------ | ----- | ----------------- | ------ | ----------------- | ----- | ----- | ----- | ----- | ----- | ------ | --------- |
| 25 Out | 12:00 | Brasil Vôlei/ SBC | 3–0    | Sesi/SP           | 25–22 | 25–21 | 25–23 |       |       | 75–66  | 75–66     |
| 29 Out | 18:30 | ' Sesi/SP'        | 3–2    | Brasil Vôlei/ SBC |       |       |       |       |       |        |           |
| 31 Out | 12:00 | Brasil Vôlei/ SBC | 1–3    | ' Sesi/SP '       | 14–25 | 28–26 | 21–25 | 25–27 |       | 88–103 | 88–103    |